# Guadalhorce
Guadalhorce er en 166 kilometer lang flod i det sydlige Spanien med en vandgennemstrømning på 8 kubikmeter i sekundet. Den har sin oprindelse i Sierra de San Jorge i Granadaprovinsen, og løber ud i Middelhavet umiddelbart vest for byen Málaga i Málagaprovinsen.
De tørre somre i Andalusien og den relativt kraftige nedbør om vinteren gør, at variationerne i vandstanden er meget store. Under sensommeren minder floden mest om en lille å, mens den om vinteren forvandles til en bred flod og kan ofte volde kraftige oversvømmelser med trafikale problemer ved Málaga lufthavn til følge. 
36°39′57.6″N 4°27′18″V / 36.666000°N 4.45500°V